# Euteliidae
Famille
Les Euteliidae sont une famille de lépidoptères. Elle comporte environ 29 genres et 520 espèces, répartis dans deux sous-familles : les Euteliinae et les Stictopterinae. Ces deux sous-familles étaient précédemment placés dans la famille des Noctuidae, avant que la phylogénétique moléculaire ne conduise à leur donner leur propre famille.